# 安竜県
安竜県（あんりゅう-けん）は中華人民共和国貴州省の黔西南プイ族ミャオ族自治州に位置する県。県人民政府は棲鳳街道。

## 行政区画
- 街道：棲鳳街道、招堤街道、銭相街道、五福街道、春潭街道
- 鎮：竜広鎮、徳臥鎮、万峰湖鎮、木咱鎮、灑雨鎮、普坪鎮、竜山鎮、新橋鎮、海子鎮、篤山鎮

## 交通

### 鉄道
- 中国鉄路総公司
  - 南昆線

### 道路
- 高速道路
  - 汕昆高速道路
- 国道
  - G324国道